# Mellanvikt i grekisk-romersk stil i brottning vid olympiska sommarspelen 1976
Herrarnas brottningsturnering i grekisk-romersk stil i viktklassen mellanvikt vid olympiska sommarspelen 1976 avgjordes i Maurice Richard Arena i Montréal. 

## Medaljörer
| Klass      | Guld                         | Silver                               | Brons                  |
| Mellanvikt | Momir Petković · Jugoslavien | Vladimir Tjeboksarov · Sovjetunionen | Ivan Kolev · Bulgarien |

## Resultat
Legend
- TF — Vinst genom fall
- IN — Vinst genom att motståndaren skadas
- DQ — Vinst genom passivitet
- D1 — Vinst genom passivitet, vinnaren är också passiv
- D2 — Båda brottarna förlorade på grund av passivitet
- FF — Vinst genom förverkande
- DNA — Anlände inte
- TPP — Totala straffpoäng
- MPP — Matchstraffpoäng

Straff
- 0 — Vinst genom fall, teknisk överlägsenhet, passivitet, skada och förverkande
- 0.5 — Vinst på poäng, 8-11 poängs skillnad
- 1 — Vinst på poäng, 1-7 poängs skillnad
- 2 — Vinst på passivitet,  vinnaren är också passiv
- 3 — Förlust på poäng, 1-7 poängs skillnad
- 3.5 — Förlust på poäng, 8-11 poängs skillnad
- 4 — Förlust genom fall, teknisk överlägsenhet, passivitet, skada och förverkande

### Elimineringsrunda

#### Omgång 1
| TPP | MPP |                                 | Poäng     |                          | MPP | TPP |
| --- | --- | ------------------------------- | --------- | ------------------------ | --- | --- |
| 4   | 4   | Giuseppe Vitucci (ITA)          | TF / 4:21 | Keijo Manni (FIN)        | 0   | 0   |
| 0   | 0   | Vladimir Tjeboksarov (URS)      | TF / 1:18 | Kazuhiro Takanishi (JPN) | 4   | 4   |
| 4   | 4   | Houshang Montazeralzohour (IRI) | DQ / 5:05 | Momir Petković (YUG)     | 0   | 0   |
| 1   | 1   | Daniel Chandler (USA)           | 9 - 8     | Csaba Hegedűs (HUN)      | 3   | 3   |
| 4   | 4   | Birahim Diop (SEN)              | DQ / 7:31 | Miroslav Janota (TCH)    | 0   | 0   |
| 4   | 4   | David Cummings (CAN)            | IN / 7:40 | Ion Enache (ROU)         | 0   | 0   |
| 4   | 4   | André Bouchoule (FRA)           | 2 - 16    | Ivan Kolev (BUL)         | 0   | 0   |
| 0   | 0   | Leif Andersson (SWE)            | TF / 2:12 | Franz Pitschmann (AUT)   | 4   | 4   |
| 0   |     | Adam Ostrowski (POL)            |           | Bye                      |     |     |

#### Omgång 2
| TPP | MPP |                          | Poäng     |                                 | MPP | TPP |
| --- | --- | ------------------------ | --------- | ------------------------------- | --- | --- |
| 0   | 0   | Adam Ostrowski (POL)     | DQ / 7:19 | Giuseppe Vitucci (ITA)          | 4   | 8   |
| 3   | 3   | Keijo Manni (FIN)        | 9 - 16    | Vladimir Tjeboksarov (URS)      | 1   | 1   |
| 4   | 0   | Kazuhiro Takanishi (JPN) | TF / 3:20 | Houshang Montazeralzohour (IRI) | 4   | 8   |
| 0.5 | 0.5 | Momir Petković (YUG)     | 14 - 5    | Daniel Chandler (USA)           | 3.5 | 4.5 |
| 6   | 3   | Csaba Hegedűs (HUN)      | 4 - 10    | Miroslav Janota (TCH)           | 1   | 1   |
| 8   | 4   | David Cummings (CAN)     | IN / 6:00 | André Bouchoule (FRA)           | 0   | 4   |
| 1   | 1   | Ion Enache (ROU)         | 6 - 4     | Leif Andersson (SWE)            | 3   | 3   |
| 0   | 0   | Ivan Kolev (BUL)         | TF / 1:22 | Franz Pitschmann (AUT)          | 4   | 8   |
| 4   |     | Birahim Diop (SEN)       |           | DNA                             |     |     |

#### Omgång 3
| TPP | MPP |                            | Poäng     |                       | MPP | TPP |
| --- | --- | -------------------------- | --------- | --------------------- | --- | --- |
| 4   | 4   | Adam Ostrowski (POL)       | D1 / 7:56 | Keijo Manni (FIN)     | 2   | 5   |
| 4   | 3   | Vladimir Tjeboksarov (URS) | 6 - 6     | Momir Petković (YUG)  | 1   | 1.5 |
| 4   | 0   | Kazuhiro Takanishi (JPN)   | TF / 6:49 | Daniel Chandler (USA) | 4   | 8.5 |
| 2   | 1   | Miroslav Janota (TCH)      | 7 - 2     | André Bouchoule (FRA) | 3   | 7   |
| 4   | 3   | Ion Enache (ROU)           | 8 - 8     | Ivan Kolev (BUL)      | 1   | 1   |
| 3   |     | Leif Andersson (SWE)       |           | Bye                   |     |     |

#### Omgång 4
| TPP | MPP |                            | Poäng  |                          | MPP | TPP |
| --- | --- | -------------------------- | ------ | ------------------------ | --- | --- |
| 4   | 1   | Leif Andersson (SWE)       | 9 - 6  | Adam Ostrowski (POL)     | 3   | 7   |
| 8.5 | 3.5 | Keijo Manni (FIN)          | 6 - 15 | Kazuhiro Takanishi (JPN) | 0.5 | 4.5 |
| 5   | 1   | Vladimir Tjeboksarov (URS) | 8 - 3  | Miroslav Janota (TCH)    | 3   | 5   |
| 2.5 | 1   | Momir Petković (YUG)       | 3 - 2  | Ion Enache (ROU)         | 3   | 7   |
| 1   |     | Ivan Kolev (BUL)           |        | Bye                      |     |     |

#### Omgång 5
| TPP | MPP |                      | Poäng     |                            | MPP | TPP |
| --- | --- | -------------------- | --------- | -------------------------- | --- | --- |
| 4   | 3   | Ivan Kolev (BUL)     | 7 - 14    | Vladimir Tjeboksarov (URS) | 1   | 6   |
| 4   | 0   | Leif Andersson (SWE) | TF / 0:29 | Kazuhiro Takanishi (JPN)   | 4   | 8.5 |
| 3.5 | 1   | Momir Petković (YUG) | 8 - 2     | Miroslav Janota (TCH)      | 3   | 8   |

#### Omgång 6
| TPP | MPP |                      | Poäng     |                            | MPP | TPP |
| --- | --- | -------------------- | --------- | -------------------------- | --- | --- |
| 7   | 3   | Ivan Kolev (BUL)     | 5 - 9     | Momir Petković (YUG)       | 1   | 4.5 |
| 8   | 4   | Leif Andersson (SWE) | TF / 2:07 | Vladimir Tjeboksarov (URS) | 0   | 6   |

#### Sista omgångarna
| TPP | MPP |                            | Poäng  |                            | MPP | TPP |
| --- | --- | -------------------------- | ------ | -------------------------- | --- | --- |
|     | 3   | Vladimir Tjeboksarov (URS) | 6 - 6  | Momir Petković (YUG)       | 1   |     |
|     | 3   | Ivan Kolev (BUL)           | 7 - 14 | Vladimir Tjeboksarov (URS) | 1   | 4   |
| 6   | 3   | Ivan Kolev (BUL)           | 5 - 9  | Momir Petković (YUG)       | 1   | 2   |